# Défilé de l'Inzecca
Défilé de l'Inzecca este o arie protejată (sit de importanță comunitară — SCI) din Franța întinsă pe o suprafață de 179 ha, integral pe uscat.

## Localizare
Centrul sitului Défilé de l'Inzecca este situat la coordonatele 42°06′05″N 9°17′49″E / 42.10139°N 9.29694°E.

## Înființare
Situl Défilé de l'Inzecca a fost declarat arie specială de conservare în baza directivei 92/43 din 1992 referitoare la conservarea habitatelor naturale și a faunei și florei sălbatice pentru a proteja 1 specie de plante și 2 specii de animale.

## Biodiversitate
Situată în ecoregiunea mediteraneană, aria protejată conține 2 habitate naturale: Pante stâncoase calcaroase cu vegetație casmofită, Păduri de pin mediteraneene cu pini mezogeni endemici.
La baza desemnării sitului se află mai multe specii protejate:
- plante (1): Brassica insularis
- mamifere (1): liliacul mic cu potcoavă (Rhinolophus hipposideros)
- reptile (1): Euleptes europaea

Pe lângă speciile protejate, pe teritoriul sitului au mai fost identificate 6 specii de plante, 1 specie de reptile.